# Catocala petulans
Catocala petulans là một loài bướm đêm trong họ Erebidae.